# Publio Tutilio
Publio Tutilio (in latino Publius Tutilius; 43 a.C. – 29) è stato un militare romano e veterano di origini celtiche.

## Biografia
La carriera militare di Tutilio è riassunta in una stele funeraria trovata a Milano:
(CIL V, 5832, ILS 2238, AE 2008,137, trad. A. Sartori)